# Synagogue d'Alsfeld (1905-1938)

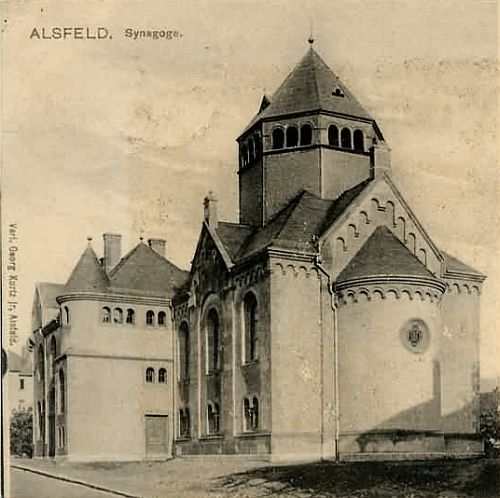
Carte postale représentant la synagogue vers 1905

La synagogue d'Alsfeld, inaugurée fin 1905, a été détruite en 1938 lors de la nuit de Cristal comme la plupart des autres lieux de culte juif en Allemagne.
Alsfeld est une petite ville allemande du district de Giessen dans le Land de Hesse, à environ cent kilomètres au nord de Francfort-sur-le-Main. Elle compte actuellement près de 17 000 habitants.

## Histoire de la communauté juive
Une petite communauté juive a existé à Alsfeld pendant le Moyen Âge. En 1359, une maison appartenant au Juif Kersancz est transmise au médecin juif Sibold, ce qui prouve la présence de Juifs à cette date. On ignore le sort subi par la petite communauté dix ans plus tôt, en 1348-1349, lors des massacres de plusieurs dizaines de milliers de Juifs en Allemagne pendant la peste noire.
Il est fait mention, au milieu du XVe siècle d'une Judenschule (synagogue), mais celle-ci devait certainement exister déjà depuis le milieu du XIVe siècle.  
Au XVIIe siècle, la présence des Juifs est seulement sporadique. En 1721, est mentionné le nom d'une "Cour aux Juifs". Au début du XIXe siècle, seulement deux familles juives vivent dans la ville, mais ce nombre va croitre rapidement avec l'arrivée en ville des habitants juifs provenant des villages avoisinants comme ceux venant d'Angenrod, village situé à peine cinq kilomètres d'Alsfeld. On passe à 61 habitants juifs en 1828, à 70 habitants juifs en 1842, à 67 en 1861 (soit 1,7 pour cent de la population totale de 4 033 habitants de la ville), puis à 73 en 1871 (2,0 pour cent des 3 612 habitants de la ville), et à 178 en 1880 (correspondant à 4,5 pour cent des 3 973 habitants), puis à 213 (soit 5,3 pour cent des 3 975 habitants) en 1895 et à 252 (soit 5,0 pour cent sur 5 001 habitants) en 1910. 
Cette augmentation de la population juive ne se fait pas sans rencontrer une certaine résistance dans la population locale. Le Allgemeine Zeitung des Judentums (Journal général du judaïsme) en date du 6 mars 1842 rapporte en détail la requête exprimée par le représentant d'Alsfeld : 
« Darmstadt, le 6 mars 1842 : lors de la réunion de la deuxième chambre des États, le problème de l'attribution de la citoyenneté à des personnes de religion non chrétienne a été soulevé sur requête du député Ramspeck… Que la ville d'Alsfeld ne peut pas accueillir plus de deux familles juives et que contre sa volonté et malgré ses protestations contre l'action du gouvernement, le nombre d'habitants juifs s'élève maintenant à 70... Que les villes voisines de Lauterbach, de Schlitz et de Gruenberg n'ont accueilli aucun Juif... Que l'émancipation des Juifs, autant qu'on le sache, n'est  encore reconnue dans aucun État européen, ni dans le grand-duché de Hesse … La ville d'Alsfeld ne veut pas supporter le fardeau d'avoir à accueillir comme citoyen local les personnes de foi non chrétienne… »
La communauté possède une synagogue depuis 1830, la Alte Synagoge, qui sera remplacée par une plus importante en 1905, une école religieuse, un Mikvé (bain rituel) communautaire à partir de 1826 (auparavant, la communauté utilisait trois bains rituels privés) et depuis 1877 son propre cimetière à la place d'un carré réservé dans le cimetière d'Angenrod. Pour l'école, un professeur est engagé qui servira aussi de Hazzan (chantre) à la synagogue et de Schohet (abatteur rituel); Pendant plus de 35 ans, de 1875 à 1911 ce poste est occupé par le professeur Spier, puis par le professeur Koschland.
La communauté est rattachée au rabbinat provincial orthodoxe de Haute-Hesse basé à Giessen.
Lors de la Première Guerre mondiale, les jeunes hommes valides de la communauté sont mobilisés dans l'armée allemande; sept d'entre eux périront au front et plusieurs autres reviendront blessés, contredisant toute rumeur de manque de patriotisme de la part des Juifs propagée par l'état-major allemand.
En 1924, la communauté juive est forte de 229 personnes soit 4,6 % du nombre total des habitants d'Alsfeld. Elle est dirigée par Adolf Steinberger, Albert Stein, Isaac Strauss, le docteur Max Rothschild et Julius Lipsius. La communauté possède une école religieuse, le Talmud Torah qui compte alors 28 élèves, et plusieurs associations humanitaires d'aide aux personnes les plus démunies et aux malades, le Chewro Gemilus Chasodim pour les hommes, le Frauenverein Frauen-Chewro pour les femmes ainsi qu'une section locale de l'Agoudat Israel et du  Jüdische Jugendbewegung (Mouvement des jeunes sionistes). En 1932, le président de la communauté, Adolf Steinberger, est nommé membre suppléant de l'Association des communautés juives de Hesse.
Les entreprises juives jouent depuis le milieu du XIXe siècle, un rôle important dans l'économie locale. Les Juifs possèdent une usine de liqueur, une fabrique de cigares, une usine textile, une scierie, une brasserie et une banque. En plus, un dentiste et un médecin sont juifs, ainsi que plusieurs ingénieurs techniques et de nombreux commerçants.
Dès la fin de la Première Guerre mondiale, en raison des violences commises par de petits groupes antisémites de plus en plus actifs, certains membres de la communauté quittent la ville.
En 1933, 220 Juifs habitent encore Alsfeld. Mais après l'arrivée au pouvoir des nazis, de nombreuses familles choisissent d'émigrer : 35 personnes réussissent à partir pour les États-Unis, 27 en Palestine, 15 en Afrique du Sud, cinq en Angleterre et en France. D'autres partent se réfugier dans des grandes villes allemandes, principalement à Francfort-sur-le-Main. Leopold Spier, propriétaire de la banque N. Spier et fils, se suicide en 1933. Plusieurs magasins juifs sont pillés, et l'entreprise d'engrais d'Adolf Cahn est détruite. Le 29 août 1935, le magazine Der Israelit signale, en reprenant un communiqué du Frankfurter Zeitung : « Le NS-Hago (Nationalsozialistische Handwerks-, Handels-, und Gewerbeorganisation – Organisation nationale-socialiste pour les métiers, le commerce et l'industrie) vient de placarder 500 affiches sur tous les magasins, cafés et restaurants aryens de la ville avec les mots « Ici les Juifs sont indésirables ».
Lors de la nuit de Cristal, du 9 au 10 novembre 1938, la synagogue est incendiée et de nombreux magasins appartenant aux Juifs ont leurs vitrines détruites et leurs marchandises, alimentation, vêtements, produits en cuir déversés sur la chaussée. En 1939, il ne reste plus que 33 Juifs à Alsfeld, et seulement 4 l'année suivante. Ils seront tous déportés.    
Le 24 octobre 2009, des Stolpersteine (pavés commémoratifs) à la mémoire de plusieurs victimes juives du nazisme sont scellés dans le trottoir devant leur dernière habitation.

## Histoire de la synagogue
Au Moyen Âge, la communauté juive d'Alsfeld possédait une synagogue. On en a la preuve par un permis de construire datant de 1458, dans lequel est mentionnée la destruction d'une synagogue délaissée. Cette synagogue serait celle utilisée par la communauté juive présente à Alsfeld jusqu'à la période de la peste noire en 1348-1349. On ignore son emplacement exact.
On suppose qu'au XVIIIe siècle et au début du XIXe siècle, les Juifs devaient se réunir dans une salle de prière située dans une de leurs maisons, mais on ne possède aucune preuve accréditant ce fait.
Depuis 1830, un bâtiment situé 18 Metzgergasse est aménagé en synagogue (Alte Synagoge – Vieille synagogue). Ce bâtiment datant de la fin du XVIIIe siècle, est remodelé après son acquisition par la communauté juive et comprend une salle de prière, une salle de classe pour l'école religieuse et un appartement pour l'enseignant.  

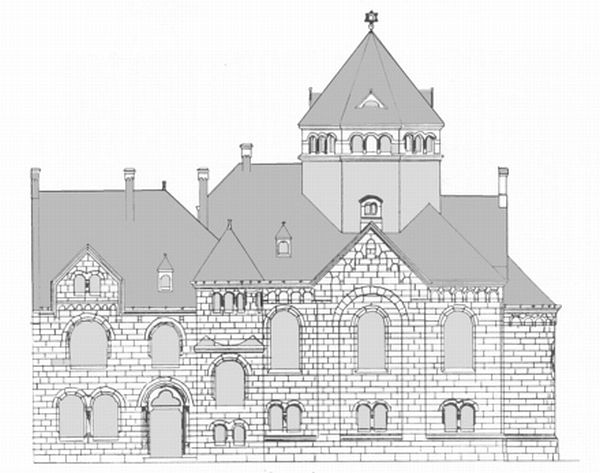
Plan de la nouvelle synagogue

### La nouvelle synagogue
Vers la fin du XIXe siècle, la communauté dépasse les 200 membres, et la vieille synagogue devient trop petite. Début 1904, la décision est prise de construire une nouvelle synagogue et les travaux commencent très rapidement  pour se terminer fin 1905. La synagogue, située Martin-Lutherstrasse, est inaugurée officiellement le 29 et 30 décembre 1905. La presse juive relate en détail la cérémonie:
« La cérémonie commence par un office d'adieu dans l'ancienne synagogue. Puis, Mademoiselle Franzisak Spier, au son d'un chant choral, s'avance sur le parvis de la synagogue en portant les clefs et célèbre le moment mémorable de l'ouverture de la maison de Dieu en récitant des versets avec un pathos impressionnant. Ensuite, l'architecte, Monsieur Adam, remet les clefs de la synagogue à l'entrepreneur avec des mots de remerciement pour tous ceux impliqués dans sa construction, et en exprimant sa satisfaction au représentant du gouvernement grand-ducal, le conseiller Dr Melchior, pour le travail bien réussi. Les clefs sont alors transmises à monsieur Abraham Rothschild, le président de la communauté israélite, avec l'espoir que cette nouvelle maison de Dieu soit un lieu d'édification religieuse, un foyer des vertus civiles et humaines. Monsieur Rothschild, au nom de la communauté remercie le gouvernement grand-ducal et les autorités administratives pour leur bienveillance et leur soutien actif, ainsi que tous les généreux donateurs qui permirent la construction de la synagogue avant que le rabbin régional, le Dr Hirschfeld, reçoive les clefs et ouvre les portes du temple.
 
Accompagné par les prières du rabbin régional, par le chant du Hazzan (chantre) et par les chants choraux, on procède tout d'abord à l'allumage du Ner Tamid (lampe éternelle), et à la dépose dans l'Arche sainte des rouleaux de Torah. »
Puis le rabbin prononce son sermon devant les représentants des autorités et des autres confessions, en appuyant sur l'importance de la synagogue et sur la relation à Dieu, commune à toutes les religions. Son sermon se termine par une prière « pour le salut de notre prince à l'âme noble et de toute sa famille, pour les habitants et les protecteurs de l'empire, pour notre empereur et pour le bien de notre pays ». La cérémonie officielle est alors terminée, mais les activités festives dureront encore deux jours.

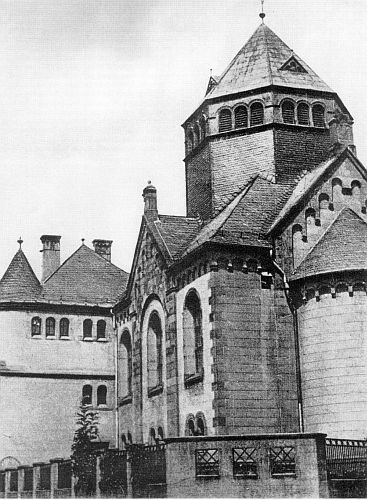
Photo de la synagogue

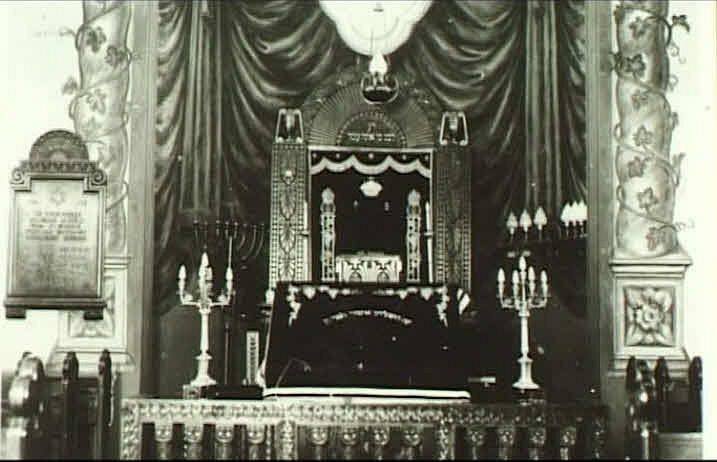
Photo de l'intérieur de la synagogue

Comme le précise encore le "Frankfurter Israelitisches Familienblatt", la nouvelle synagogue se présente de l'extérieur comme un imposant bâtiment de bon goût, de forme élégante et caractéristique, qui contribue à l'ornement de la ville. La même harmonie se manifeste pour l'aménagement intérieur et pour l'ameublement permettant d'admirer le magnifique espace cultuel et l'Arche sainte.
La communauté juive d'Alsfeld s'est mobilisée financièrement pour la construction et l'aménagement du bâtiment, mais elle a reçu aussi des dons en provenance de nombreuses autres communautés d'Allemagne. La broderie a été offerte par Mme Silberstein de Soultz-les-Bains en Alsace, une parure de Torah par la veuve du propriétaire d'une usine d'argenterie de Posen, les chandeliers en argent situés de part et d'autre de l'autel sont un don de Monsieur Stein de Berlin, et les deux vases pour la lampe éternelle (Ner Tamid) un cadeau de Louis et Simon Spier de Francfort-sur-le-Main. L'horloge est un présent de Levi Nussbaum de Fulda et l'armoire à horloges située dans le vestibule, indiquant les différentes heures du culte, une œuvre d'art réalisée dans l'atelier Beckert d'Alsfeld, a été financée par le docteur Leopold Rothschild et le dentiste Hugo Rothschild de Lübeck. Le poêle est un don de Max Rothschild de Nordeck.
La synagogue a 350 places assises, ce qui suppose que la communauté s'attendait à ce que le nombre de Juifs habitant la ville, augmente, ce qui ne sera pas le cas. 
Fin décembre 1930, la communauté fête les 25 ans de la synagogue. À cette occasion, un article parait dans la revue Der Israelit: 
« Alsfeld, le 28 décembre 1930: lors du chabbat Vayigash (chabbat avec lecture de la parasha Vayigash de la Genèse 44:18–47:27..), la communauté locale a célébré les 25 ans de la construction de leur synagogue. La fête a débuté le vendredi soir par des chants interprétés par la chorale, en présence du rabbin régional, le Dr. Hirschfeld de Giessen. Le président de la communauté, Adolf Steinberger, a alors fait un discours en exprimant ses remerciements à tous ceux qui avait contribué à l'édification et à l'entretien de la synagogue….Le samedi matin, l'office est célébré par Josef Betmann, suivi d'un sermon du rabbin régional Dr Hirschfeld....et le samedi la communauté se rassemble lors d'un dîner communautaire pendant lequel le professeur Kahn donna une conférence sur " L'histoire de la communauté juive d'Alsfeld" qui remonte à l'époque médiévale lointaine....
Pour cette cérémonie anniversaire, la synagogue a été entièrement rénovée de l'extérieur et de l'intérieur, et une attention toute particulière a été donnée à la qualité artistique de l'aménagement intérieur.  »

### La période nazie
La synagogue ne sera que pendant 33 ans le centre cultuel et culturel de la communauté juive d'Alsfeld. Le 9 novembre 1938 (connu ultérieurement sous le nom de "nuit de Cristal") à 21 heures 15, les fenêtres de la synagogue sont brisées et le feu est mis à l'intérieur du bâtiment en présence d'une foule énorme, qui se dirigera par la suite au travers de la ville pillant et détruisant les magasins et les habitations des Juifs. Le président de la caisse d'épargne locale (Sparkasse), qui est aussi le chef local des SA, et dont les bâtiments jouxtent la synagogue, et le maire d'Alsfeld, Dr. Vlsing, empêchent que le feu ne détruise la synagogue.  Le bâtiment de la synagogue, fortement endommagé est acheté par la caisse d'épargne qui en 1939 détruit la partie centrale de la synagogue, ne gardant que la maison de l'enseignant.

### L'après-guerre
Après la Seconde Guerre mondiale, une plaque commémorative est apposée sur un mur du jardin situé à l'angle de la Martin-Luther-Strasse et de la Hinter-der-Mauer, sur laquelle est inscrit: « Ici se  trouvait  la synagogue inaugurée en 1905 et détruite le 9 novembre 1938 par la terreur nazie. Les souffrances du peuple juif nous encouragent à défendre les droits de l'homme et à résister à la violence et à la persécution illégitime des personnes de croyance différente »
Un rouleau de Torah de la synagogue a été déposé en 1938 à la Société historique d'Alsfeld et est maintenant exposé au musée régional. Ce musée expose aussi d'autres pièces concernant l'histoire juive, des parures de Torah, des étoiles de David etc., ainsi que des affiches antisémites.
À la demande de 15 Israéliens nés à Alsfeld, l'arche sainte ainsi que des éléments de la synagogue ayant échappé au feu ont été transférés en 1954 dans la synagogue Adat Yeshurun de Haïfa.